# Däggdjurens liv
"Däggdjurens liv" är även namnet för band 1 av verket "Djurens liv" av Alfred Brehm.
Däggdjurens liv, originaltitel The Life of Mammals, är en brittisk BBC-producerad TV-dokumentärserie från 2002, skriven och presenterad av David Attenborough. Serien skildrar hur olika däggdjur i världen lever och fungerar.